# رافائل برخس
رافائل برگس (اسپانیایی: Rafael Berges‎؛ زادهٔ ۲۱ ژانویهٔ ۱۹۷۱) بازیکن سابق و مربی فوتبال اهل اسپانیا است.
از باشگاه‌هایی که در آن بازی کرده‌است می‌توان به باشگاه فوتبال تنریف، باشگاه فوتبال سلتاویگو و باشگاه فوتبال کوردوبا  اشاره کرد.